# Epierus cylindricus
Epierus cylindricus är en skalbaggsart som beskrevs av Wenzel 1944. Epierus cylindricus ingår i släktet Epierus och familjen stumpbaggar. Inga underarter finns listade i Catalogue of Life.